# アリ・G
『アリ・G』（Ali G Indahouse The Movie）は2002年に製作されたイギリスのコメディ映画。イギリスのテレビ局チャンネル4の番組『Da Ali G Show』に登場するキャラクター、アリ・Gを主人公に映画化された。主演は映画『ボラット 栄光ナル国家カザフスタンのためのアメリカ文化学習』で知られるサシャ・バロン・コーエン。全英興行収入成績初登場1位（2002年3月24日付）。英国アカデミー賞最優秀コメディアン賞受賞。

## あらすじ
ウェストサイド・ステインズの中心人物アリ・Gは、ギャングスタ・ヒップホップばりのスタイルでボーイスカウトを運営している。その活動場所となるレジャー施設の閉鎖計画に懸念し反対運動を起こしたところ、首相の失脚を企む大蔵大臣カールトンの陰謀に利用され、下院議員選挙に立候補し当選を果す。カールトンの意図に反し、アリ・G議員の人気と共に首相の支持率は上昇するが、サミットの際に各国首脳をマリファナ茶でもてなしたことが発覚し失脚する。

## キャスト
- アリ・G（Alistair Leslie 'Ali G' Graham）／ボラット（Borat Sagdiyev）：サシャ・バロン・コーエン
- 首相：マイケル・ガンボン
- カールトン：チャールズ・ダンス
- ミー・ジュリー：ケリー・ブライト
- リッキー・C：マーティン・フリーマン
- ケイト：ローナ・ミトラ
- ナオミ・キャンベル：ナオミ・キャンベル
- ミセス・ヒュー：アイリーン・エッセル

## サウンドトラック
1. "Drive By"
2. "Stand Clear" Adam F feat M.O.P
3. "Straight Outta Compton" N.W.A.
4. "Incredible" M Beat feat General Levy
5. "Swallow Back"
6. "Me Julie" アリ・G & シャギー
7. "Yo!"
8. "Dynamite" Ms. Dynamite
9. "Ride wid Us (AC's Dark Dub Edit)" So Solid Crew
10. "Baddest Ruffest" Backyard Dog
11. "Oh Yeah" Foxy Brown feat Spragga Benz
12. "Put It on Me" Ja Rule feat Vita
13. "This Is How We Do It " Montel Jordan
14. "Freak Me" Another Level
15. "Hold Tight"
16. "E.I." ネリー
17. "Legalise"
18. "Shoot to Kill" Oxide & Neutrino
19. "Fight the Power" パブリック・エナミー
20. "Planet Rock" アフリカ・バンバータ & ザ・ソウル・ソニックフォース
21. "Spread de Love"
22. "Me Julie" (video) アリ・G & シャギー

シングルカットされたアリ・G & シャギーの「Me Julie」は、2002年3月に全英チャート2位（Music Week）を記録している。

## その他
アリ・Gが多用する"Booyakasha" "Keep It Real"等の言葉が、作品のルーチンとなっている。